# あらいぴろよ
あらいぴろよ は、日本のイラストレーター、漫画家。女性。既婚者である。

## 人物
1984年生まれ。趣味は散歩とプロレス観戦と鼻ほじり。既婚者で現在は一男の母。
父親による虐待を幼少期から受け続けた結果、異性にちやほやされることで自尊心を満たす「隠れビッチ」キャラで過ごしていた時期があったことを語っている。
2011年よりフリーイラストレーターとして活動しており、現在に至るまで雑誌や書籍をはじめWebサイトなどへイラストや漫画を幅広く提供している。

## 作品

### 漫画
- “隠れビッチ”やってました。（光文社、2016年9月15日発行（同日発売）、ISBN 978-4334978877）
- ワタシはぜったい虐待しませんからね! ― 子どもを産んだ今だから宣誓!（主婦の友社、2017年3月10日発行（同日発売）、ISBN 978-4074224746）
- 世界一やさしい! からだ図鑑 キャラでたのしく解剖生理!（監修：松本佐保姫、新星出版社、2018年2月1日発売、ISBN 978-4405093522）
- 美大とかに行けたら、もっといい人生だったのかな。（光文社　2018年2月15日発行（同日発売）、ISBN 978-4334979775）
- マンガでわかる 今日からしつけをやめてみた（監修：柴田愛子、主婦の友社、2018年3月7日発売、ISBN 978-4074269570）
- マンガでわかる離乳食のお悩み解決BOOK（監修：上田玲子、主婦の友社、2018年5月18日発売、ISBN 978-4074313846）
- マンガでわかる 寝かしつけがラクになる本（主婦の友社、2019年10月2日発売、ISBN 978-4074401765）
- マンガでわかる 赤ちゃんが病気のときあわてない本（主婦の友社、2019年10月2日発売、ISBN 978-4074401826）
- まんがでわかる 子育て・仕事・人間関係 ツライときは食事を変えよう はじめてのオーソモレキュラー栄養療法（著：溝口徹、主婦の友社、2019年5月17日発売、ISBN 978-4074316977） - 漫画を担当。
- 虐待父がようやく死んだ（竹書房、2019年8月16日発行（同日発売[3]）、ISBN 978-4-8019-1980-8）
- マンガで見る 子どもが学校に行きたくないと言ったら読む本（監修：菅野純、主婦の友社、2020年4月10日発売、ISBN 978-4074414833）
- 女性の死に方（原作：西尾元、双葉社、2021年4月27日発売[4]、ISBN 978-4-575-94586-7）
- 母が「女」とわかったら、虐待連鎖ようやく抜けた(竹書房、2022年10月6日発行、)

### イラスト
- 歯科医院ではたらく若手ドクターのためのチームデビュー講座（著：杉元信代、デンタルダイヤモンド社、2017年9月1日発売、ISBN 978-4885103810）